# Theodor Lessing

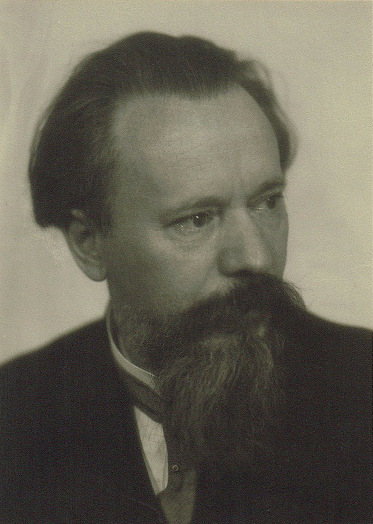
Theodor Lessing in einer Aufnahme von Will Burgdorf

Karl Theodor Richard Lessing (* 8. Februar 1872 in Hannover; † 31. August 1933 in Marienbad, Tschechoslowakei) war ein deutscher Philosoph, Schriftsteller und Publizist. Der von drei Attentätern in der Tschechoslowakei erschossene Autor gehört zu den ersten bekannten Opfern des Nationalsozialismus.

## Biographie

### Kindheit und Schulzeit
Lessing wurde als Sohn eines assimilierten jüdischen Ehepaares aus dem gehobenen Bürgertum geboren. Der Vater Sigmund Lessing war Arzt in Hannover. Seine Frau und die Mutter von Theodor Lessing war Adele Lessing, geborene Ahrweiler, sie entstammte als  Bankierstochter vermögenden Verhältnissen.

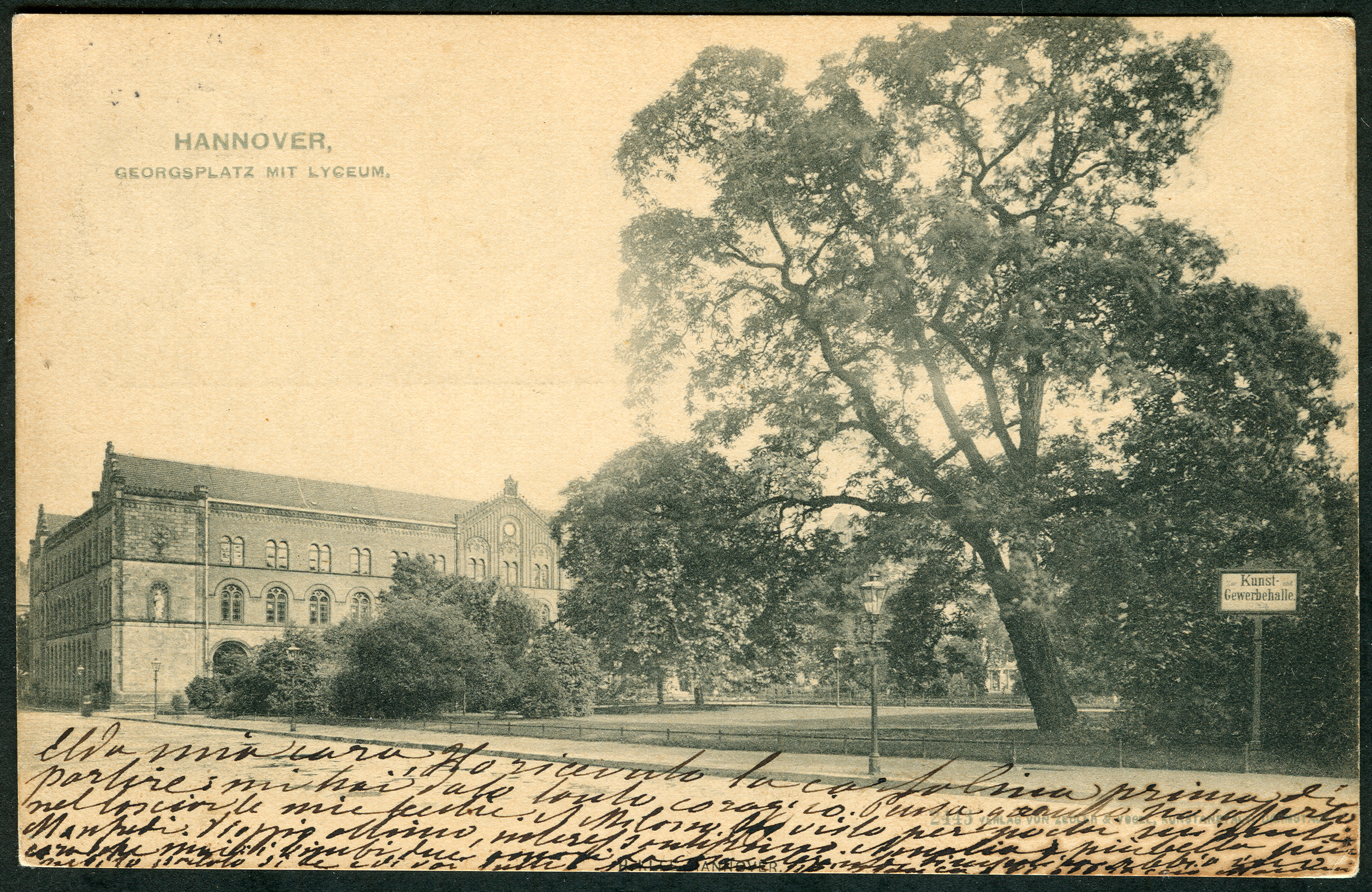
„Hannover, Georgsplatz mit Lyceum“, Schulgebäude Lessings unter dem Direktor Carl Capelle;
Ansichtskarte Nr. 2443, Zedler & Vogel, um 1900.

Die Erlebnisse im Elternhaus und in der Schule beschrieb er als seine beiden „Höllen“ und reagierte darauf mit Rückzug; er weigerte sich, den gestellten Anforderungen zu entsprechen, und galt als mäßiger Schüler bzw. als „schulunfähig“. Über seine Gymnasialzeit schrieb er in seinen Lebenserinnerungen:

„Dieses humanistische deutsche Gymnasium mit Patriotismus, Latein und Griechisch in den Hauptfächern  …, diese halb auf Ämterwettlauf und Streberei, halb auf eine verlogene, deutschtümelnde Phrasenhaftigkeit aufgebaute Menschenverdummungsanstalt war nicht nur ungeheuer gewissenlos, – sie war vor allem langweilig … Nichts, nichts könnte je gutmachen, was diese fünfzehn Lebensjahre in mir zerstört haben. Noch heute träume ich fast allnächtlich von den Folterqualen der Schulzeit.“

Nachdem er das Ratsgymnasium Hannover auf Anraten des Direktors Carl Capelle vorzeitig hatte verlassen müssen, legte er 1892 am Städtischen Gymnasium Hameln sein Abitur ab. Anders als von ihm selbst dargestellt und von Rainer Marwedel (1987, S. 28) übernommen, war Lessing zwischenzeitlich nicht an der Israelitischen Gartenbauschule Ahlem in Ausbildung. Den erfolgreichen Abschluss des Abiturs verdankte er nach eigenem Bekunden seinem Lehrer Max Schneidewin: 

„Es geschah zum ersten Male, daß ein Mensch mir begegnete, der nicht als Lehrer mich meistern wollte, was sofort eine Gegenwehr rege machte…“

Lessing unterhielt eine Jugendfreundschaft mit Ludwig Klages, die dieser aber 1899 beendete; inwieweit Klages´ Antisemitismus der Grund dafür war, ist nicht endgültig geklärt. Beide betonten später, dass die gemeinsamen Jugendjahre ihr künftiges weltanschauliches Denken geprägt hatten.
Die Bildungsreform wurde für Lessing ein lebenslanges Thema.

### Studienzeit
Nach dem Abitur begann er ein Studium der Medizin in Freiburg im Breisgau, Bonn und zuletzt München, wo er – den Neigungen gemäß, die er schon als Schüler gezeigt hatte – zu Literatur, Philosophie und Psychologie wechselte. Er schloss sein Philosophiestudium mit einer Dissertation über den russischen Logiker Afrikan Spir ab. Eine geplante Habilitation an der Universität Dresden scheiterte am Widerstand, der dem Juden, Sozialisten und öffentlichen Verfechter des Feminismus dort entgegengebracht wurde.
Lessing war mit dem Maler Ernst Oppler befreundet, der 1905 nach Berlin ging. Gemeinsam bedauerten sie die Mittelmäßigkeit ihrer Heimatstadt Hannover in vielen Dingen.

### Berufsjahre

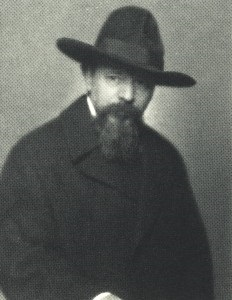
Lessing zwischen 1925 und 1930 auf einer Fotografie von Nicola Perscheid

Die folgenden Jahre verbrachte er ohne feste Anstellung als Aushilfslehrer, darunter bei Hermann Lietz, und als Vortragsredner. Einführungen in die moderne Philosophie hielt er unter anderem in der Wartehalle des Dresdner Hauptbahnhofs. 1906 ging Lessing nach Göttingen, um bei Edmund Husserl eine Habilitationsschrift zu verfassen. Der Plan scheiterte. In den Jahren 1906/07 war er als Theaterkritiker für die Göttinger Zeitung tätig; die Texte liegen unter dem Titel Nachtkritiken auch als Buch vor.
1907 kehrte er nach Hannover zurück, wo er an der Technischen Hochschule Privatdozent für Philosophie wurde.
Mit einer äußerst scharfen Satire griff Lessing den Kritiker Samuel Lublinski an und ging dabei auch von dessen wenig ansprechender Gestalt aus. So bezeichnete er Lublinski als „fettiges Synagoglein“ und eskapistischen Schwätzer und löste einen Literaturskandal aus. Autoren wie Theodor Heuß, Stefan Zweig und weitere aus dem Weimarer Umkreis Lublinskis unterzeichneten eine Erklärung, wonach es bedauerlicherweise kein Ehrengericht für Journalisten gebe. Thomas Mann lehnte eine Unterzeichnung ab, da er „dem unverschämten Zwerg“ auf andere Weise „gebührend übers Maul“ fahren wollte, und reagierte mit dem polemischen Essay Der Doktor Lessing. Der Kritiker, für den er Partei ergriff, hatte als einer der Ersten die literarische Bedeutung der Buddenbrooks erkannt. In seiner Schrift warf er Lessing vor, Lublinski diskreditieren zu wollen und ein verleumderisches Zerrbild zu zeichnen. Die Auseinandersetzung lässt sowohl bei Lessing wie Thomas Mann antisemitische Klischees erkennen.

### Kriegsteilnahme
Mit seinen medizinischen Kenntnissen aus der Studienzeit meldete sich Lessing zu Beginn des Ersten Weltkriegs freiwillig zum militärärztlichen Dienst, um dem Kampfeinsatz an der Front zu entgehen. Er diente während dieser Zeit als Lazarettarzt und arbeitete als Lehrer. Nebenbei schrieb er die Geschichte als Sinngebung des Sinnlosen. Das Erscheinen dieses Buches wurde aber während des Krieges von der Militärzensur verhindert, da Lessing in eindeutiger Weise gegen den Krieg Position bezog. Es wurde erst 1919 veröffentlicht.

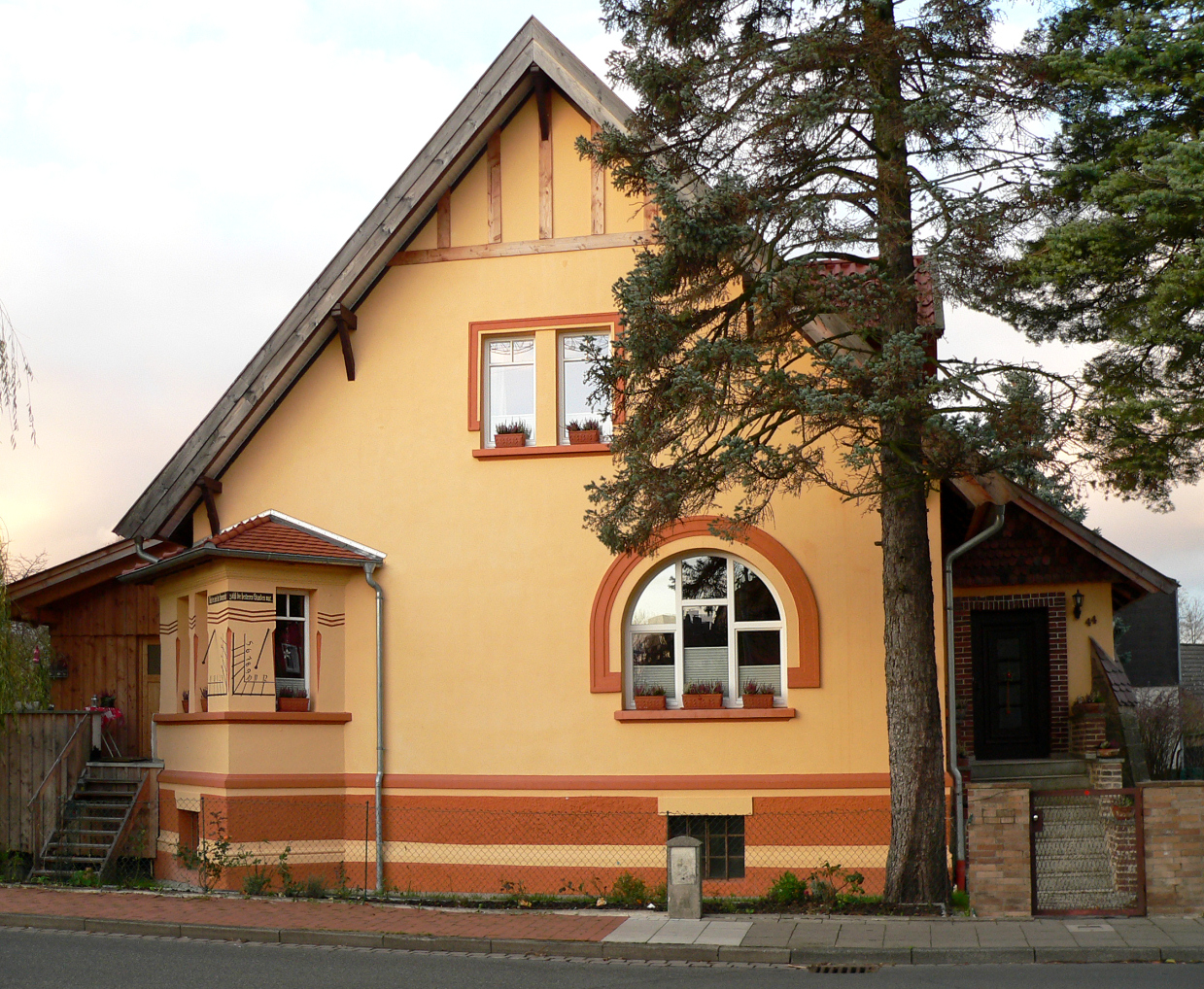
Früheres Wohnhaus von Ada und Theodor Lessing in Hannover-Anderten

### Publikationen
Nach dem Krieg kehrte Lessing auf seinen Privatdozentenposten in Hannover zurück und baute in Linden ab 1919 die dortige Volkshochschule Hannover-Linden mit seiner zweiten Frau Ada Lessing auf. Daneben entfaltete er ab 1923 eine umfangreiche publizistische Tätigkeit. Er veröffentlichte, vor allem in den beiden republikanisch-demokratischen Tageszeitungen Prager Tagblatt und Dortmunder Generalanzeiger, Artikel, Essays, Glossen und Feuilletons und wurde dadurch zu einem der bekanntesten politischen Schriftsteller der Weimarer Republik.
Aufmerksamkeit erregte 1925 sein Bericht über den Prozess gegen den Serienmörder Fritz Haarmann, den er als Augenzeuge verfolgte. Er machte die dubiose Rolle der hannoverschen Polizei (Haarmann war ein Polizeispitzel) in diesem Fall öffentlich. Daraufhin wurde er vom Prozess ausgeschlossen.
Im selben Jahr schrieb er eine Charakterstudie über den Kandidaten für das Amt des Reichspräsidenten und späteren Gewinner der Präsidentenwahl Paul von Hindenburg, in der er vor der Wahl dieses Mannes warnte. Hindenburg selbst schilderte er als eine biedere, intellektuell anspruchslose Persönlichkeit, hinter der er aber gefährliche politische Kräfte wirken sah:

„Nach Platon sollen die Philosophen Führer der Völker sein. Ein Philosoph würde mit Hindenburg nun eben nicht den Thronstuhl besteigen. Nur ein repräsentatives Symbol, ein Fragezeichen, ein Zero. Man kann sagen: besser ein Zero als ein Nero. Leider zeigt die Geschichte, daß hinter einem Zero immer ein künftiger Nero verborgen steht.“

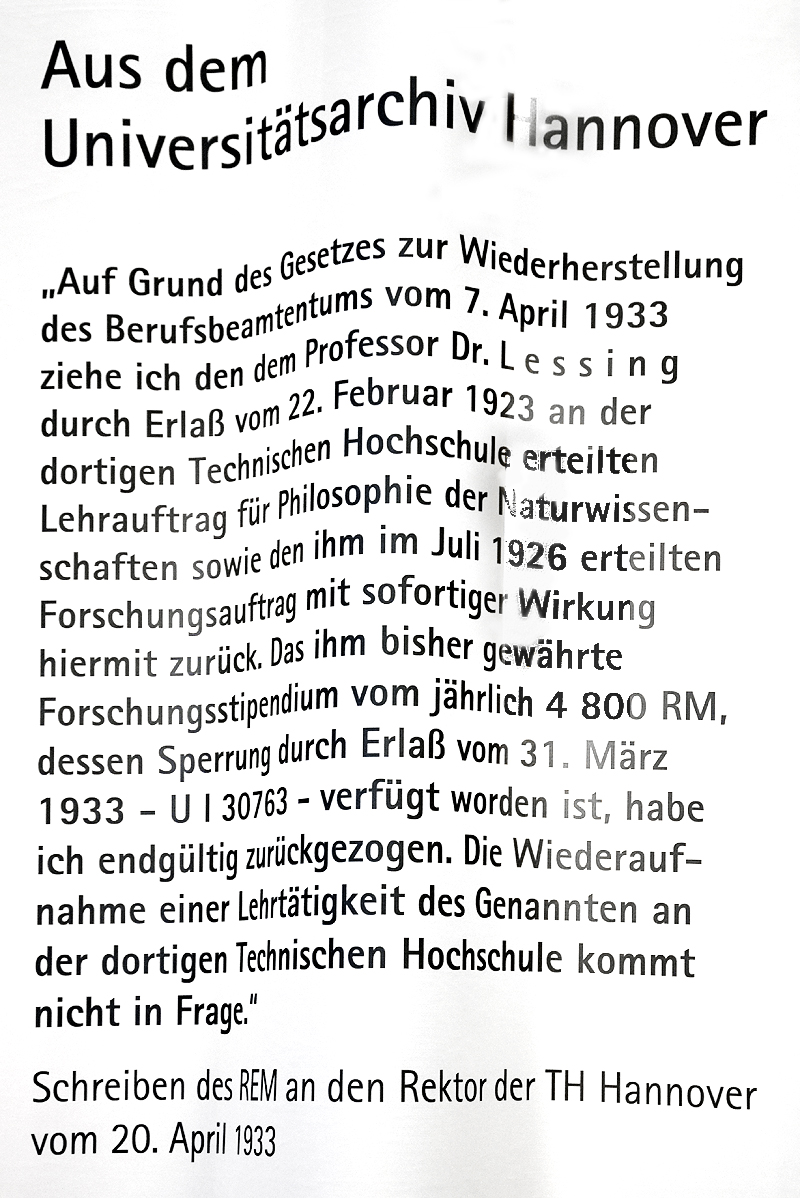
Zitat aus dem Schreiben des Reichsministeriums für Wissenschaft, Erziehung und Volksbildung (REM) vom 20. April 1933 an die TU Hannover

Dieser Artikel brachte ihm die hasserfüllte Gegnerschaft aus deutschnationalen und völkischen Kreisen ein. Studenten gründeten einen Kampfausschuß gegen Lessing. Es wurde zum Boykott seiner Vorlesungen aufgerufen, die Entziehung der venia legendi und die Entfernung von der Universität gefordert, Studenten störten seine Vorlesungen gewalttätig. Bei den Protesten wurde eine antisemitische Motivation deutlich. Aus der Öffentlichkeit und besonders aus dem universitären Milieu erhielt Lessing nur schwache Unterstützung, Professorenkollegen solidarisierten sich mit den Forderungen seiner Gegner, insbesondere als am 7. Juni 1926 etwa tausend Studenten mit der Abwanderung an die TU Braunschweig drohten. Als sich die Lage trotz Lessings Beurlaubung im Wintersemester 1925/26 nicht beruhigte, vereinbarte er mit dem preußischen Kultusminister Carl Heinrich Becker am 18. Juni 1926 die Einstellung der Lehrtätigkeit und die unbefristete Beurlaubung bei reduzierten Bezügen.

### Exil und Ermordung
Nach der Machtergreifung der Nationalsozialisten nahm Lessing am 19. Februar 1933 in Berlin am Kongress Das Freie Wort teil, floh am 1. März mit seiner Frau Ada in die Tschechoslowakei und ließ sich dort im Kurbad Marienbad (Mariánské Lázně) nieder. Von hier aus setzte er seine publizistische Tätigkeit in deutschsprachigen Auslandszeitungen fort. Am 20. April 1933 wurde ihm aufgrund des Berufsbeamtengesetzes der Lehr- und Forschungsauftrag mit sofortiger Wirkung entzogen.
Im Juni 1933 verbreiteten einige sudetendeutsche Zeitungen in der Tschechoslowakei, dass in Deutschland eine Belohnung von 80.000 Reichsmark für denjenigen ausgesetzt worden sei, der Lessing entführe und den deutschen Behörden übergebe. Am 30. August 1933 schossen daraufhin die nationalsozialistischen Attentäter Rudolf Max Eckert, Rudolf Zischka und Karl Hönl durch das Fenster seines Arbeitszimmers auf Lessing und verwundeten ihn schwer. Am folgenden Tag erlag er im Alter von 61 Jahren im Krankenhaus von Marienbad seinen Verletzungen und wurde am 2. September 1933 ohne öffentliches Aufsehen auf dem jüdischen Friedhof in Marienbad bestattet. Der Rabbiner Jakob Diamant kündigte an, die jüdische Gemeinde Marienbads werde zu seinen Ehren ein Flüchtlingsheim einrichten, wozu es aber nicht kam. Lessing gilt als das erste Todesopfer des Nationalsozialismus auf tschechischem Boden. Die Attentäter entkamen nach Deutschland und erhielten von der SA neue Identitäten. Eckert kehrte 1941 nach Marienbad zurück, wurde dort 1945 erkannt und 1946 zu 18 Jahren Freiheitsstrafe verurteilt. 1959 wurde er in die Bundesrepublik abgeschoben. Zischka lebte bis zu seinem Tod 1978 unerkannt in der DDR.
Lessings Grab wurde bei den Novemberpogromen 1938 verwüstet, sein Grabstein erst nach dem Zweiten Weltkrieg wieder aufgestellt.

## Philosophie

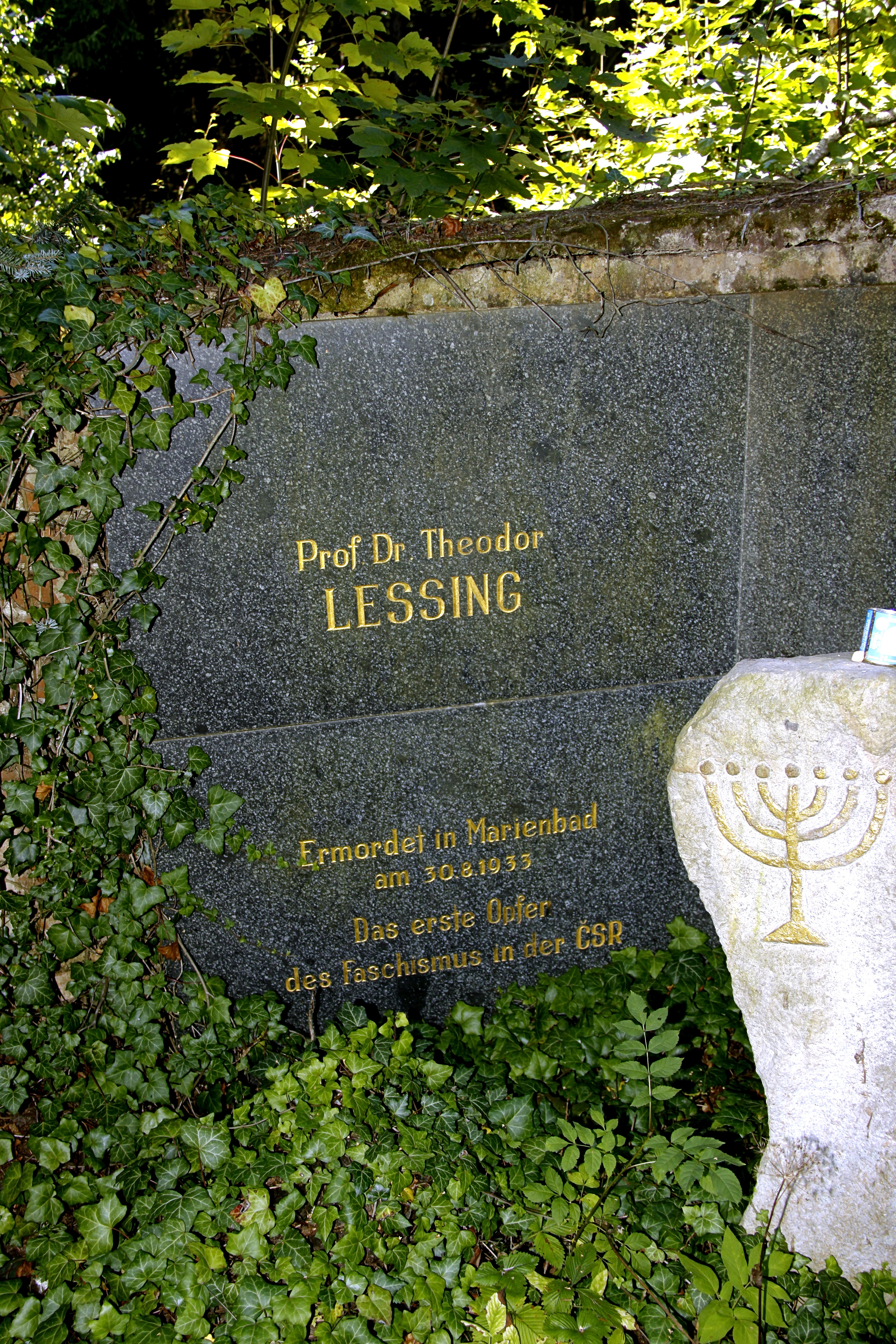
Theodor Lessings Grabmal auf dem jüdischen Friedhof von Marienbad (Mariánské Lázně)

Lessings Philosophie wird – ähnlich wie die von Oswald Spengler oder Ludwig Klages – der Tradition des philosophischen Pessimismus und der Willensmetaphysik zugerechnet, die auf Arthur Schopenhauer zurückgeht. Wie Schopenhauer beschäftigte Lessing sich mit der menschlichen Grunderfahrung von Not und Leid, reagierte darauf aber nicht mit Rückzug ins Private oder Weltabgewandtheit, sondern mit einer auf den Willen und die schöpferische Auseinandersetzung des Menschen bezogenen Philosophie der Tat.

Dies drückte sich in einer kritischen Auseinandersetzung mit den Phänomenen des öffentlichen Lebens in seiner Zeit aus. Rückblickend schrieb er: 

„Verhängnisvoll wurde mir, als eine Grenze meiner Natur, meine Unfähigkeit, ‚fünfe gerade sein zu lassen‘. Immer wollte ich richtig stellen, aufklären, verständlich machen, ethisch auswerten bis zum Letzten. Auge in Auge gab das kaum je Mißverständnisse. Sobald ich aber als Schriftsteller naiv mich gehen ließ, war der Teufel los.“

 Besonderes Thema aufgrund dieses Engagements war eine axiomatische Wertethik. Anders aber als Max Scheler oder Nicolai Hartmann bestritt Lessing die Existenz absoluter Werte. Sein Leitmotiv war „Mindere den Schmerz. Dies ist der einzig mögliche Imperativ sittlichen Handelns.“

An Friedrich Nietzsche kritisierte er dessen Historismus und Relativismus, auch wenn er dessen kritischen Blick auf die Geschichtsschreibung teilte. Geschichtsschreibung kennzeichnete er im Gegensatz zur Naturwissenschaft als „Willenschaft“. In der Geschichtswissenschaft wird die Wirklichkeit nur konstruiert. 

„Immer handelt es sich (in Naturwissenschaften und in Geschichte) um Bindung und Rhythmisierung von ‚Leben‘ kraft des Gedankens. Dieser bildet aus dem an sich Unermeßlichen und Unzugänglich-Unfaßbaren Symbole berechenbarer, begrenzter, harmonischer, ausmeßbarer ‚Wirklichkeit‘. Beide Wirklichkeiten fiktiv! beide gegenüber dem Unmittelbar-Gegebenen transzendent. Und die eine nicht wahrer und nicht wirklicher als die andere.“

Ähnlich wie bei Schopenhauer spielte auch bei Lessing das östliche Denken eine wesentliche Rolle bei der Formulierung seiner Kulturkritik. Christentum und Buddhismus hätten eine Kultur erzeugt, die dem Leben feindlich sei. „Kultur ist jener Vorgang, dank dessen ein Teil des Seins (das brahma), nämlich der Geist (buddhi, der Geweckte) sich aufwirft zum Gewaltherren und zum Erlöser des Lebens.“

## Ehrungen

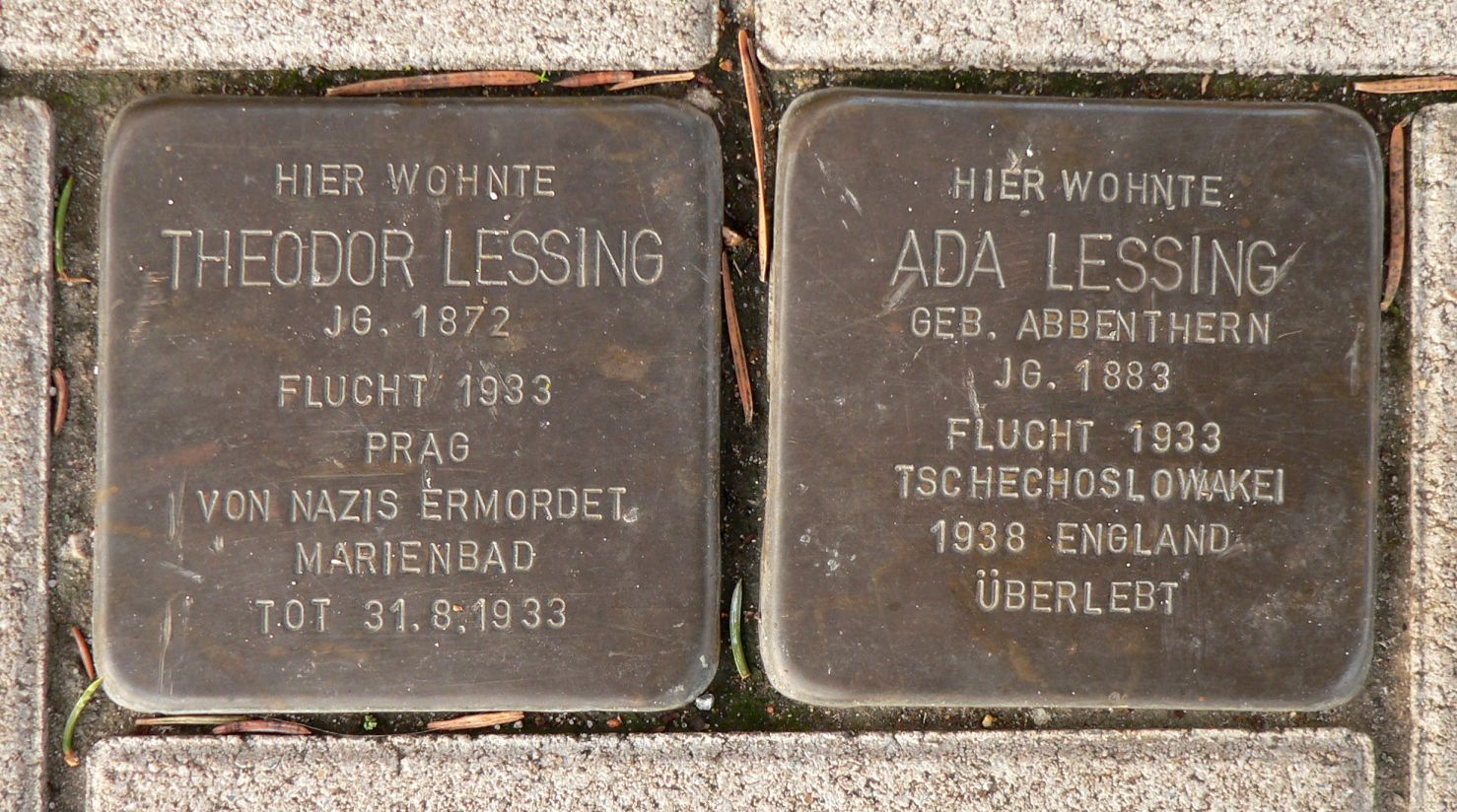
Stolperstein für Ada und Theodor Lessing vor ihrem früheren Wohnhaus in Hannover-Anderten

1958 wurde an Lessings Marienbader Wohnort eine Gedenktafel enthüllt.
Der AStA der Universität Hannover schlug im November 2005 die Umbenennung in „Theodor Lessing Universität“ vor, was die Studierenden bei einer Urabstimmung im Januar 2006 ablehnten (34,2 % der Stimmen). Der AStA der später nach Gottfried Wilhelm Leibniz benannten Universität hat seinen Sitz im Theodor-Lessing-Haus. Die Volkshochschule Hannover erhielt am 7. September 2006 den Namen „Ada-und-Theodor-Lessing-Volkshochschule“.
Am 6. Oktober 2011 wurde im hannoverschen Stadtteil Anderten vor dem ehemaligen Wohnhaus von Ada und Theodor Lessing in der Straße Am Tiergarten ein Stolperstein verlegt. Am 30. August 2013 enthüllte die Bibliotheksgesellschaft Hameln eine Informations- und Gedenktafel zum 80. Jahrestag der Ermordung Theodor Lessings. Sie steht in Lüders-Park, auf dem Grundstück, auf dem Lessing 1891/92 bis zu seinem Abitur wohnte.

## Theodor-Lessing-Preis

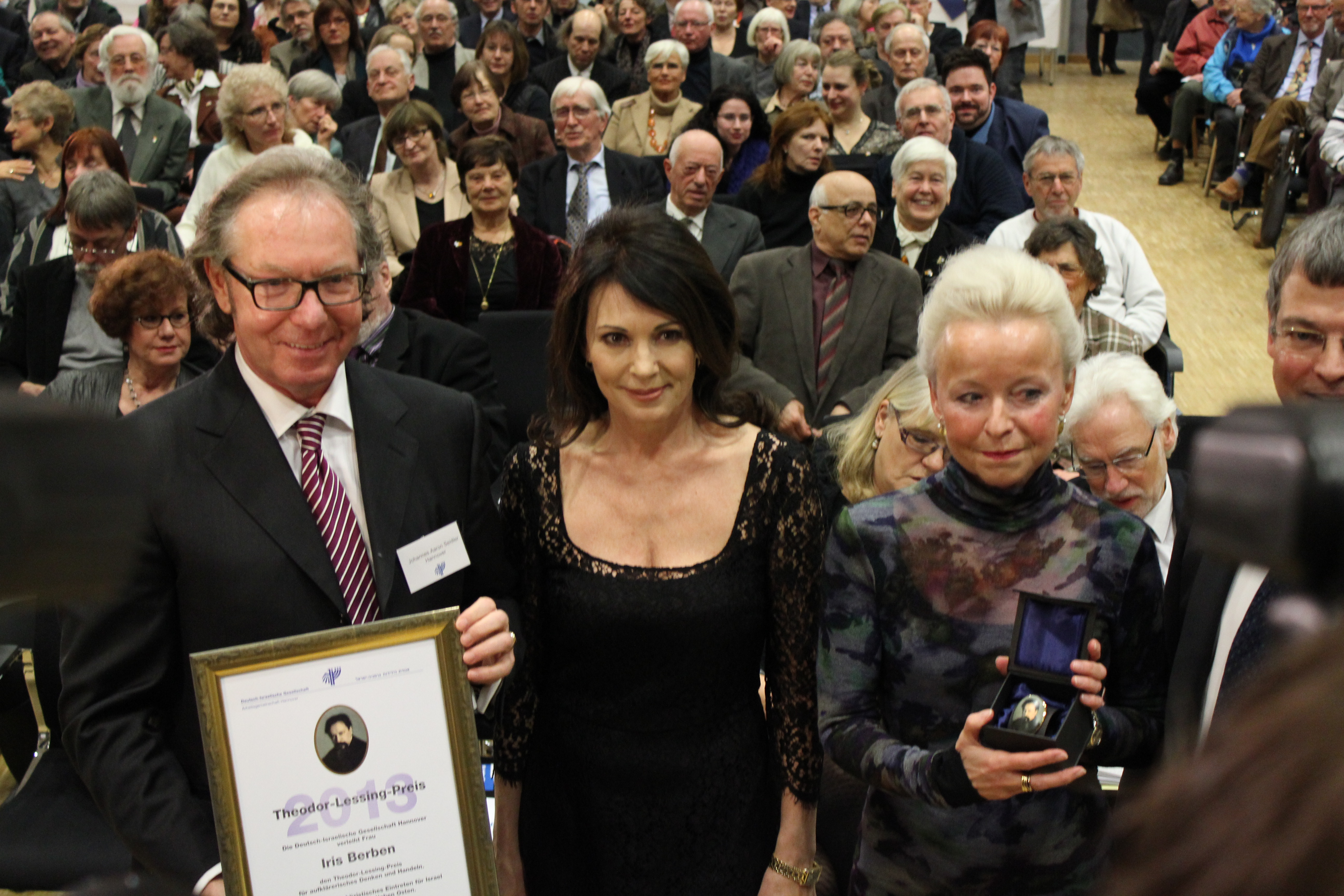
Preisverleihung 2013

Seit 2003 verleiht die Deutsch-Israelische Gesellschaft Hannover den Theodor-Lessing-Preis „für aufklärerisches Denken und Handeln“. Bisherige Preisträger sind:
- 2003: Die Politikerin von Bündnis 90/Die Grünen Ilka Schröder für ihre Aufdeckung der Finanzierung von palästinensischem Terror aus EU-Mitteln
- 2006: Die Botschafter Johannes Drexler und Shimon Stein wegen ihres jeweiligen Einsatzes für das Bild ihres Landes im Gastland
- 2008: Wolf Biermann wegen seines publizistischen Einsatzes für Israel während des zweiten Libanonkrieges und des ersten Gazakrieges
- 2010: Die Journalistin Esther Schapira wegen ihrer Recherchen um den falschen Fernsehbericht über den Tod des palästinensischen Kindes Mohamed Al Dura[30]
- 2013: Iris Berben für ihr langjähriges Engagement gegen Rechtsextremismus und Antisemitismus sowie für das Existenzrecht Israels[31]
- 2015: Die Unternehmerin Regine Sixt wegen ihres philanthropischen Engagements in Israel
- 2017: An die Überlebenden des Holocaust Ruth Gröne, Salomon Finkelstein und Henry Korman für ihr jahrzehntelanges Engagement als Zeitzeugen, die öffentlich, in Schulen und Gedenkveranstaltungen, den Nachgeborenen von ihren schrecklichen Erlebnissen berichteten und einen aktiven Beitrag zur Versöhnung geleistet haben.[32]
- 2019: Ahmad Mansour für seinen Beitrag zur Versöhnung und Verständigung mit dem Staat Israel[33]
- 2022: Matthias Küntzel für seine Veranstaltungen und Publikationen zum Nahostkonflikt, zum israelbezogenen Antisemitismus in der islamischen Welt sowie dessen Bezügen zur europäischen Antimoderne und zum deutschen Nationalsozialismus[34]
- 2024: Düzen Tekkal für ihr Engagement gegen Antisemitismus, Rassismus und Diskriminierung[35]

## Werke (Auswahl)
Vollständiges Schriftenverzeichnis bei Wikisource
- African Spirs Erkenntnislehre. Münchow, Gießen 1900 (Dissertation, Universität Erlangen). Vollständiger Text Online
- Der Lärm. Eine Kampfschrift gegen die Geräusche unseres Lebens (= Grenzfragen des Nerven- und Seelenlebens. Bd. 9). Bergmann, Wiesbaden 1908 (Digitalisat).
- Der Antirüpel. Monatsblätter zum Kampf gegen Lärm, Roheit und Unkultur im deutschen Wirtschafts-, Handels- und Verkehrsleben. Hannover. Jg. 1, 1908/09, Jg. 2, 1910, Jg. 3, 1911.
- Samuel zieht die Bilanz und Tomi melkt die Moralkuh oder Zweier Könige Sturz. Verlag des „Antirüpel“, Hannover 1910 (Digitalisat).
- Europa und Asien. 1918 (fünfte, völlig neu gearbeitete Auflage, Leipzig 1930, mit dem Untertitel: Untergang der Erde am Geist).
- Jäö oder wie ein Franzose auszog, um in Hannover das „raanste“ Deutsch zu lernen (Theodore le Singe). Gersbach, Hannover 1919. Neudruck: Schmorl & von Seefeld, Hannover 2002, ISBN 3-936836-05-1.
- Geschichte als Sinngebung des Sinnlosen. Beck, München 1919 (Digitalisat). Neudrucke: Reinicke, Leipzig 1927, und Matthes & Seitz, München 1983, ISBN 3-88221-219-5.
- Die verfluchte Kultur. Beck, München 1921. Neudruck: Matthes & Seitz, München 1981, ISBN 3-88221-325-6.
- Haarmann. Die Geschichte eines Werwolfs (= Außenseiter der Gesellschaft – Verbrechen der Gegenwart, Bd. 6), Berlin: Verlag Die Schmiede, 1925; Transkript auf der Seite der digitalen Bibliothek Gutenberg-DE
- Nietzsche. Ullstein, Berlin 1925 (Digitalisat). Neudruck: Matthes & Seitz, München 1985. Mit einem Nachwort von Rita Bischof, ISBN 3-88221-358-2.
- Hindenburg. Mit einem Vorwort von Maximilian Harden und einem Nachwort von Herbert Eulenberg. Hapke und Schmidt, Berlin 1925 (Digitalisat).
- Meine Tiere. 1926.
- Blumen. 1928.
- Der jüdische Selbsthaß. Zionistischer Bücherbund, Berlin 1930 (Digitalisat). Nachdruck: Matthes & Seitz, München 2004, ISBN 3-88221-347-7.[36]
- Deutschland und seine Juden. Neumann & Co., Prag-Karlin 1933.
- Gegen die Phrase vom jüdischen Schädling. Beitrag in dem von  Heinrich Mann u. a. hrsg. Buch, Amboss Verlag, Prag 1933.
- Einmal und nie wieder. Lebenserinnerungen. Post mortem im Verlag Heinrich Mercy, Prag 1935. Nach dem Ende des Nationalsozialismus, verschiedene Ausgaben. Zuerst Bertelsmann 1969 mit einem Vorwort von Hans Mayer (Literaturwissenschaftler). (Volltext bei Gutenberg-DE).[37]

Auswahlbände nach 1945:
- Rainer Marwedel (Hrsg.): Theodor Lessing – „Ich warf eine Flaschenpost ins Eismeer der Geschichte“. Essays und Feuilletons (1923–1933). Luchterhand, Darmstadt 1986, ISBN 3-472-61639-3 (enthält politische und sozialphysiognomische Essays, satirische und autobiographische Feuilletons).
- Hans Stern (Hrsg.): Theodor Lessing – Wortmeldungen eines Unerschrockenen. Publizistik aus drei Jahrzehnten. Gustav Kiepenheuer, Leipzig und Weimar 1987, ISBN 3-378-00074-0 (Auswahl auch umfangreicherer Texte, gut kommentiert und sorgfältig ediert).
- Rainer Marwedel (Hrsg.): Theodor Lessing – Haarmann. Die Geschichte eines Werwolfs und andere Gerichtsreportagen. Luchterhand im dtv, Frankfurt 1989 und München 1995, ISBN 3-423-12230-7 (thematisch geschlossene Sammlung, gründlich dokumentiert).
- Jörg Wollenberg (Hrsg.): Theodor Lessing – Ausgewählte Schriften. Donat, Bremen. (Die Texte dieser Auswahlbände sind teils stark gekürzt und nur unzureichend dokumentiert.)
  - Band 1: Theodor Lessing: „Bildung ist Schönheit“ – Autobiographische Zeugnisse und Schriften zur Bildungsreform 1995.
  - Band 2: Theodor Lessing: „Wir machen nicht mit!“ – Schriften gegen den Nationalismus und zur Judenfrage 1997.
  - Band 3: Theodor Lessing: „Theaterseele“ und „Tomi melkt die Moralkuh“ – Schriften zu Theater und Literatur 2003.
- Eckhard Gruber (Hrsg.): Theodor Lessing – Das Lazarett. Novellen und Feuilletons zum Ersten Weltkrieg. Elektrischer Verlag, Berlin 2013, ISBN 978-3-943889-48-2.
- Robert Schmitt Scheubel (Hrsg.): Theodor Lessing – Essais aus dem Prager Tagblatt 1921–1933. Consassis.de, Berlin 2013, ISBN 978-3-937416-51-9 (auf fünf Bände angelegt, erst zwei erschienen)
- Rainer Marwedel (Hrsg.): Theodor Lessing – Schriften in Einzelausgaben. Wallstein-Verlag, Göttingen
  - Nachtkritiken. Kleine Schriften 1906–1907. Herausgegeben und kommentiert von Rainer Marwedel. 2006, ISBN 978-3-89244-614-9 (Verlagsvorstellung).
  - Kultur und Nerven. Kleine Schriften 1908–1909. Herausgegeben und kommentiert von Rainer Marwedel. 2021, 2 Bände, ISBN 978-3-8353-3611-7
  - Chaos und Irrsinn. Kleine Schriften 1921-1923. Herausgegeben und kommentiert von Rainer Marwedel. 2024, ISBN 978-3-8353-5666-5